# 2008年科索沃宣佈獨立事件

科索沃在獨立後所採用的國旗式樣

科索沃在獨立後所採用的國徽式樣

科索沃宣佈獨立事件是指科索沃宣佈獨立的過程。科索沃於當地時間2008年2月17日下午3点半完成宣讀《科索沃獨立宣言》，宣布科索沃正式独立，是自南斯拉夫社会主义联邦共和国于1992年南斯拉夫解體後成立的第七個國家。但此单方面宣布独立仅得到国际上部分國家的认可，未被普遍承認。这是科索沃阿尔巴尼亚族发表的第二次独立宣言； 第一次宣布独立是于1990年9月7日宣布独立为科索沃共和国。
2010年7月22日聯合國國際法院發表关于科索沃单方面宣布独立是否符合国际法问题的諮詢意見，以10比4票認為科索沃於2008年單方面宣布從塞爾維亞獨立并未违反國際法。
由于国际法院的决定，在联合国大会上通过了一项联合国塞尔维亚和欧盟的联合决议，呼吁由欧盟推动的科索沃和塞尔维亚之间的对话“促进合作，在通向欧洲联盟的道路上取得进展，并改善人民的生活”。对话结果是塞尔维亚和科索沃之间的2013年布鲁塞尔协议废除了塞尔维亚共和国在科索沃的所有机构。德扬·帕维奇维奇是塞尔维亚对科索沃的正式代表。瓦尔代·萨迪库是科索沃驻塞尔维亚的官方代表。

## 背景
塞爾維亞南部的科索沃90%人口都是信奉伊斯蘭教的阿爾巴尼亞人。1912年，塞爾維亞在第一次巴爾幹戰爭獲勝後，以圖併吞阿爾巴尼亞及科索沃，但當時奧匈帝國為阻止塞爾維亞取得阿爾巴尼亞，協助阿爾巴尼亞獨立建國，但有大量阿爾巴尼亞人居住的科索沃，卻併入塞爾維亞，由於塞爾維亞認為科索沃是他們民族的發祥地，他們取得科索沃後就計劃要再殖民科索沃，而科索沃的阿爾巴尼亞人卻希望科索沃脫離塞爾維亞，併入阿爾巴尼亞，種下後來種族衝突的遠因。
第一次世界大戰之後，科索沃緊隨塞爾維亞，併入新立國的南斯拉夫。第二次世界大戰之後，南斯拉夫成立社會主義政權，冷戰格局下社会主义国家的官方意識型態凌駕于文化、宗教和種族的差異，因此在南斯拉夫联邦下科索沃與联邦内部的克羅地亞、波斯尼亞、塞爾維亞等國之間的種族關係並未被強調。然而在冷戰結束後，蘇維埃的官方意識型態失去主導後，政治誘因使得種族緊張關係日益緊張。最終南斯拉夫於二十世紀九十年代初解體，但科索沃仍保留在塞爾維亞之內，但科索沃內的阿爾巴尼亞裔人極爭取脫離塞爾維亞。
1989年，鼓吹大塞爾維亞主義的塞爾維亞總統斯洛博丹·米洛舍维奇把持南斯拉夫的多數，单方面撤銷科索沃大部分的自治權力；經1992年南斯拉夫社會主義聯邦共和國正式解體，科索沃依然歸入新成立的南斯拉夫聯盟共和國的國家行政版圖，但阿爾巴尼亞族居民繼續爭取獨立。在塞爾維亞和黑山境內的阿爾巴尼亞裔和塞爾維亞裔的居民之間的流血衝突不斷升級。
1998年，塞爾維亞和黑山總統米洛舍維奇以軍事方式對付科索沃的分離分子，不少當地平民因而被殺，引發80多萬名阿爾巴尼亞裔居民的逃亡潮。米洛舍維奇被指控從事種族清洗。此後美國及北大西洋公約組織采用外交手段介入沒有結果，於是決定發動空襲，迫使塞爾維亞撤軍，科索沃战争爆发。2001年米洛舍維奇被捕，隨後被國際戰犯法庭以種族清洗罪起訴。
2007年11月17日舉行的2007年科索沃議會選舉中，哈辛·塔奇領導的科索沃民主黨勝出35%選票，有望成為議會第一大黨，而當時的執政黨科索沃民主聯盟只取得22%選票。塔奇接任總理後立即推動獨立，而美國、俄羅斯和歐洲聯盟主導的科索沃前途談判未能在該年突破僵局。他在談判期限12月10日後，自行宣布獨立。2008年1月9日，塔奇正式接任科索沃總理。

## 科索沃獨立宣言
《科索沃獨立宣言》由科索沃總理塔奇在當地時間2008年2月17日15時在科索沃國會大樓召開特別會議中宣讀。該宣言宣告科索沃為「民主、世俗、且多元種族」的國家，同時也強調要與包括塞爾維亞在內的鄰國建立良好關係，也提及塞爾維亞的「深厚的歷史、商業、社會連繫」並會努力繼續發展此關係。因此，儘管信仰伊斯蘭教的阿爾巴尼亞裔是多數，其獨立宣言強調世俗及多元種族的意義在於出現三次的「和解」（英語：reconciliation）一字。
該宣言也強調融入歐洲及大西洋民主國家陣營的遠景及希望，而科索沃未來儘快加入歐盟的一貫主張也明白陳述於此宣言中，其國旗和歐盟旗的相似性也展現加入歐盟的決心。
隨後議會進行表決，15:49通過《科索沃獨立宣言》；其後在15:53全體國會議員無异议地完成簽署《科索沃獨立宣言》。
隨著《科索沃獨立宣言》的宣讀、表決及簽署，科索沃共和國正式成立，而科索沃居民在街上揮舞著科索沃國旗及阿爾巴尼亞國旗及高呼口號以示慶祝科索沃獨立。

## 表態

科索沃承認情況
科索沃
正式承認科索沃獨立的國家或地區
傾向承認而尚未正式承認科索沃獨立的國家或地區
表達對科索沃單方面宣佈獨立關切的國家或地區
已經宣稱不會承認科索沃獨立的國家或地區
目前對科索沃獨立保持中立的國家或地區
目前未表態科索沃獨立的國家或地區

| 國際組織         | 國際組織 |
| ---------------- | --- |
| 欧盟             | 欧盟在2008年2月15日正式通过在科索沃部署“文职使团”方案。依照该方案，欧盟将向科索沃派遣1800名文职人员，负责协助当地处理警察、司法和海关事务，帮助科索沃当局在过渡期间从联合国特派团手中逐渐接管权力。目前，欧盟首批文职使团人员已于同年2月17日抵达科索沃，并将在未来4个月内全部到位。与此同时，欧盟在同年2月18日的外长会议上协调立场，使各成员国尽可能地在科索沃问题上“用一个声音说话”。经过近一天的闭门磋商，欧盟轮值主席国斯洛文尼亚外长鲁佩尔在会后的新闻发布会上表示，欧盟外长一致同意以共同声明的形式表达对“科索沃的变化”的关注，但各成员国有权根据各自立场决定何时或是否承认科索沃独立，欧盟不会干预。他强调，外长会议认为，科索沃独立是个特例，不会对世界其他地区有示范作用，也不会让人对联合国决议的基本原则提出质疑。 |
|                  | 聯合國安全理事會按俄羅斯的要求，將會在美國東部時間2008年2月18日下午四時召開緊急會議以作商討是否合適。 |
| 國家或地區       | |
| 阿尔巴尼亚       | 首都地拉那舉行慶典「科索沃日」，承認科索沃獨立。 |
|                  | 承認科索沃獨立。 |
| 法國             | 法國外長貝爾納·庫什內在科索沃宣佈獨立後祝科索沃好運。 |
| 英国             | 英國外交部發言人表示科索沃在監督情況下實現獨立是向前推進的最可行的方案，並對此方案的實施表示歡迎。 |
| 德国             | 德國外長施泰因邁爾表示，希望有關各方對科索沃單方面宣佈獨立不要作出過激反應。 |
| 中华人民共和国   | 外交部發言人劉建超表示中方「嚴重關切」，科索沃獨立將會嚴重影響巴爾幹地區穩定，他並表示該獨立可能會對巴爾幹半島造成嚴重負面影響，因此表示深感擔憂。 |
| 印度             | 當局尚未決定是否承認科索沃獨立。 |
| 西班牙           | 西班牙18日表示不承認科索沃脫離塞爾維亞獨立，西班牙外交大臣米格爾·安赫爾·莫拉蒂諾斯對英國媒體記者表示：「西班牙政府對科索沃昨日單方面宣佈獨立的行為將不予承認。」 |
| 爱尔兰           | 愛爾蘭外長埃亨在科索沃宣佈獨立前表示愛爾蘭將會承認獨立後的科索沃為新的國家。 |
| 日本             | 當局正在研究該獨立是否合法，但會表示同意。 |
| 羅馬尼亞         | 羅馬尼亞反對科索沃問題單方面解決方案，這一立場眾所周知，而且至今沒有改變。 |
| 俄羅斯           | 俄羅斯外交部在科索沃宣佈獨立後作出譴責其獨立的聲明，支持塞爾維亞，並要求聯合國和北約介入事件。俄羅斯及塞爾維亞雙方指科索沃違反聯合國安理會1244號決議中沒有直接授權允許，指科索沃獨立有違國際法。另一方面，在科索沃宣佈獨立後，已經立即向聯合國召開全體緊急會議商討。 |
| 塞爾維亞         | 時任塞爾維亞總統鮑里斯·塔迪奇在科索沃獨立後立即召開特別記者會，表示塞爾維亞永遠不會承認科索沃已經獨立，他又表示塞爾維亞會用以和平、外交、合法的方法來推翻科索沃已經獨立，以維護塞爾維亞國家領土完整，在不侵犯塞爾維亞人生命的前提下絕不會向科索沃開火。時任塞爾維亞總理科什圖尼察譴責美國旨在為了軍事利益，驅使科索沃獨立，間接擾亂國際秩序。 |
| 瑞典             | 瑞典外交大臣卡爾·比爾特表示，科索沃單方面宣佈獨立在國際法上存在很大爭議，而且由於科索沃所處地區局勢緊張，瑞典在承認科索沃獨立的問題上需要慎重考慮，因此瑞典不急於承認科索沃獨立。 |
| 中華民國（臺灣） | 中華民國外交部以發佈新聞稿方式，祝賀科索沃獨立，並且在2月19日正式承認科索沃，稱「科索沃人民在克服許多困難後，堅持理想和平邁向獨立建國，令人感佩”。 |
| 土耳其           | 土耳其承認科索沃獨立。 |
| 聖座             | 圣座呼籲科塞兩國領袖要審慎克制，避免採取過激行為而引致暴力的發生；教廷發言人亦呼籲當局確保境內所有種族、宗教及少數族裔受到尊重，及保護當地有關天主教的藝術及文化遺產。 |
| 美国             | 美國總統喬治·布殊表示會盡力確保科索沃獨立後不會有暴力事件發生。 |

## 獨立的影響
科索沃獨立對於格鲁吉亚境內事實獨立，但未得到國際普遍承認的阿布哈兹共和国、南奥塞梯共和國帶來鼓舞的作用。目前兩地駐有俄羅斯維和部隊，而格鲁吉亚政府未治理本地區。今後這兩地的獨立運動很可能加劇，使得格鲁吉亚與俄羅斯的關係惡化。

### 引用
1. ↑  Howard Clark. . Pluto Press. August 2000: 73. ISBN 978-0-7453-1569-0.
2. ↑   (PDF).   [2014-04-13]. （原始内容存档 (PDF)于2014-04-13）.
3. ↑   (PDF). （原始内容存档 (PDF)于2018-02-19）.
4. ↑  . Reuters. 2013-04-19  [2014-05-19]. （原始内容存档于2015-09-24）.
5. ↑  . （原始内容存档于2017-11-07）.
6. ↑  . BBC. 2007-02-17  [2008-02-18]. （原始内容存档于2009-09-30）.
7. ↑  Elsie, R. (ed.).  (PDF). 2002  [2008-02-18]. （原始内容 (PDF)存档于2008-02-16）.
8. ↑  科索沃大選開票 獨派塔奇宣稱勝選 （页面存档备份，存于），自由電子報，2007年11月18日發布
9. ↑  .   [2008-02-18]. （原始内容存档于2020-12-11）.
10. ↑  2008年2月18日凌晨1時，亞洲電視新聞財經頻道
11. ↑  科索沃独立让欧盟头疼 《光明日报》[]
12. ↑  . 2008-02-17  [2008-02-17]. （原始内容存档于2016-03-05）.
13. ↑  . 2008-02-17  [2008-02-17]. （原始内容存档于2008-02-19）.
14. ↑  . Reuters. 2008-02-18  [2008-02-18]. （原始内容存档于2008-02-26）.
15. ↑  . Australia Department of Foreign Affairs and Trade. 2008-02-19  [2008-02-19]. （原始内容存档于2008-02-20）.
16. 1 2  . 英國廣播公司中文網. 2008-02-17  [2008-02-18]. （原始内容存档于2020-11-28）.
17. 1 2 3  . 新華網. 2008-02-18  [2008-02-18]. （原始内容存档于2010-08-27）.
18. ↑  . 2008-02-18  [2008-02-18]. （原始内容存档于2016-03-05）.
19. ↑  . The Hindu. 2008-02-19  [2008-02-19]. （原始内容存档于2012-11-03）.
20. ↑  . 2008-02-18  [2008-02-18]. （原始内容存档于2021-01-09）.
21. ↑  .   [2008-02-17]. （原始内容存档于2016-03-05）.
22. ↑  . Nasdaq. 2008-02-17  [2008-02-17]. （原始内容存档于2008-04-28）.
23. ↑  .   [2008-02-17]. （原始内容存档于2016-03-05）.
24. ↑  科索沃宣佈獨立 塞爾維亞稱其非法 （页面存档备份，存于），BBC中文網，2008年2月17日發佈
25. ↑  .   [2008-02-17]. （原始内容存档于2016-03-05）.
26. ↑  .   [2008-02-17]. （原始内容存档于2008-03-03）.
27. ↑  我外交部：祝賀科索伏獨立建國，聯合新聞網，2008年2月18日發佈
28. ↑  中華民國(臺灣)自即日起正式承認科索沃共和國 （页面存档备份，存于），中華民國外交部網站，2008年2月19日發佈
29. ↑  . Ministry of Foreign Affairs. 2008-02-18  [2008-02-19]. （原始内容存档于2020-08-20）.
30. ↑  .   [2008-02-18]. （原始内容存档于2016-03-05）.
31. ↑  .   [2016-05-18]. （原始内容存档于2017-03-05）.
32. ↑  2個格魯吉亞地區也在謀求獨立（グルジア２地域も独立求める）[永久]，NHK，2008年2月18日發布